# Liste der bulgarischen Abgeordneten zum EU-Parlament (2024–2029)
Die Liste der bulgarischen Abgeordneten zum EU-Parlament (2024–2029) listet alle bulgarischen Mitglieder des 10. Europäischen Parlamentes nach der Europawahl in Bulgarien 2024 auf.

## Aktuelle Mandatsstärke der Parteien
- S&D: 2
- RE: 3
- EVP: 6
- EKR: 1
- ESN: 3
- NI: 2

| Nationale Partei                                     | Mandate | Fraktion                                                                               |
| ---------------------------------------------------- | ------- | -------------------------------------------------------------------------------------- |
| Graschdani sa Ewropejsko Raswitie na Balgaria (GERB) | 04      | Fraktion der Europäischen Volkspartei (EVP)                                            |
| Sajus na Demokratitschnite Sili (SDS)                | 01      | Fraktion der Europäischen Volkspartei (EVP)                                            |
| Demokrati sa Silna Balgarija (DSB)                   | 01      | Fraktion der Europäischen Volkspartei (EVP)                                            |
| Prodalschawame promjanata (PP)                       | 02      | Renew Europe (RE)                                                                      |
| Dwischenie sa Prawa i Swobodi (DPS)                  | 01      | Renew Europe (RE)                                                                      |
| Wasraschdane (V)                                     | 03      | Europa der Souveränen Nationen (ESN)                                                   |
| Balgarska Sozialistitscheska Partija (BSP)           | 02      | Fraktion der Progressiven Allianz der Sozialdemokraten im Europäischen Parlament (S&D) |
| Ima takaw narod (ITN)                                | 01      | Europäische Konservative und Reformer (EKR)                                            |
| Dwischenie sa Prawa i Swobodi (DPS)                  | 02      | Fraktionslose Abgeordnete (NI)                                                         |
| SUMME                                                | 17      |                                                                                        |

## Abgeordnete
| Bild | Name               | geb. | MEP seit      | Partei | Fraktion | Kommentar                                              |
| ---- | ------------------ | ---- | ------------- | ------ | -------- | ------------------------------------------------------ |
|      | Elena Jontschewa   | 1964 | 26. Mai 2019  | DPS    | NI       | Fraktionsaustritt aus RE-Fraktion am 23. Dezember 2024 |
|      | Taner Kabilow      | 1987 | 26. Mai 2019  | DPS    | NI       | Fraktionsaustritt aus RE-Fraktion am 23. Dezember 2024 |
|      | Radan Kanew        | 1975 | 16. Mai 2019  | DSB    | EVP      |                                                        |
|      | İlhan Küçük        | 1985 | 1. Juli 2014  | DPS    | RE       |                                                        |
|      | Andrej Kowatschew  | 1967 | 24. Aug. 2009 | GERB   | EVP      |                                                        |
|      | Rada Lajkowa       |      | 16. Juli 2024 | V      | ESN      |                                                        |
|      | Ilija Lazarow      | 1965 | 16. Juli 2024 | SDS    | EVP      |                                                        |
|      | Eva Maydell        | 1986 | 1. Juli 2014  | GERB   | EVP      |                                                        |
|      | Nikola Mintschew   | 1987 | 16. Juli 2024 | PP     | RE       |                                                        |
|      | Andrej Nowakow     | 1988 | 24. Nov. 2014 | GERB   | EVP      |                                                        |
|      | Zwetelina Penkowa  | 1988 | 26. Mai 2019  | BSP    | S&D      |                                                        |
|      | Hristo Petrow      | 1979 | 16. Juli 2024 | PP     | RE       |                                                        |
|      | Emil Radew         | 1971 | 1. Juli 2014  | GERB   | EVP      |                                                        |
|      | Stanislaw Stojanow | 1981 | 16. Juli 2024 | V      | ESN      |                                                        |
|      | Iwajlo Waltschew   | 1972 | 16. Juli 2024 | ITN    | EKR      |                                                        |
|      | Kristian Wigenin   | 1975 | 16. Juli 2024 | BSP    | S&D      |                                                        |
|      | Petar Wolgin       | 1969 | 16. Juli 2024 | V      | ESN      |                                                        |